# Guido Gröger
Guido Gröger (* 20. April 1874 in Berging bei Ybbs an der Donau; † 23. Dezember 1950 in Wien) war österreichischer Unternehmer und Baumeister.

## Leben
Guido Gröger kam als Sohn des Baumeisters Gustav Gröger und dessen Ehefrau Emilie, geb. Kepta, zur Welt. Er erhielt seine Ausbildung in der Werkmeisterschule an der Staatsgewerbeschule Wien, welche er im Jahr 1897 abschloss, ehe er 1901 die Baumeisterkonzession erlangte. In der weiteren Folge leitete er ein Bauunternehmen, das er  – nachdem sein um ein Jahr jüngerer Bruder seine akademische Ausbildung absolviert hatte – mit diesem gemeinsam betrieb. Unterdessen waren aber beide Brüder auch selbständig tätig.
Guido Gröger war aber nicht nur Bauunternehmer, sondern errichtete auch Gebäude nach seinen eigenen Entwürfen, sein Unternehmen gehörte zu den erfolgreichsten Baufirmen seiner Zeit. Im Laufe seines Lebens erhielt Gröger zahlreiche Auszeichnungen. Er starb hoch angesehen in seinem 76. Lebensjahr und wurde am Ober Sankt Veiter Friedhof beerdigt.

## Werke (Auswahl)
- 1907–1908: Marie-Jahoda-Schule

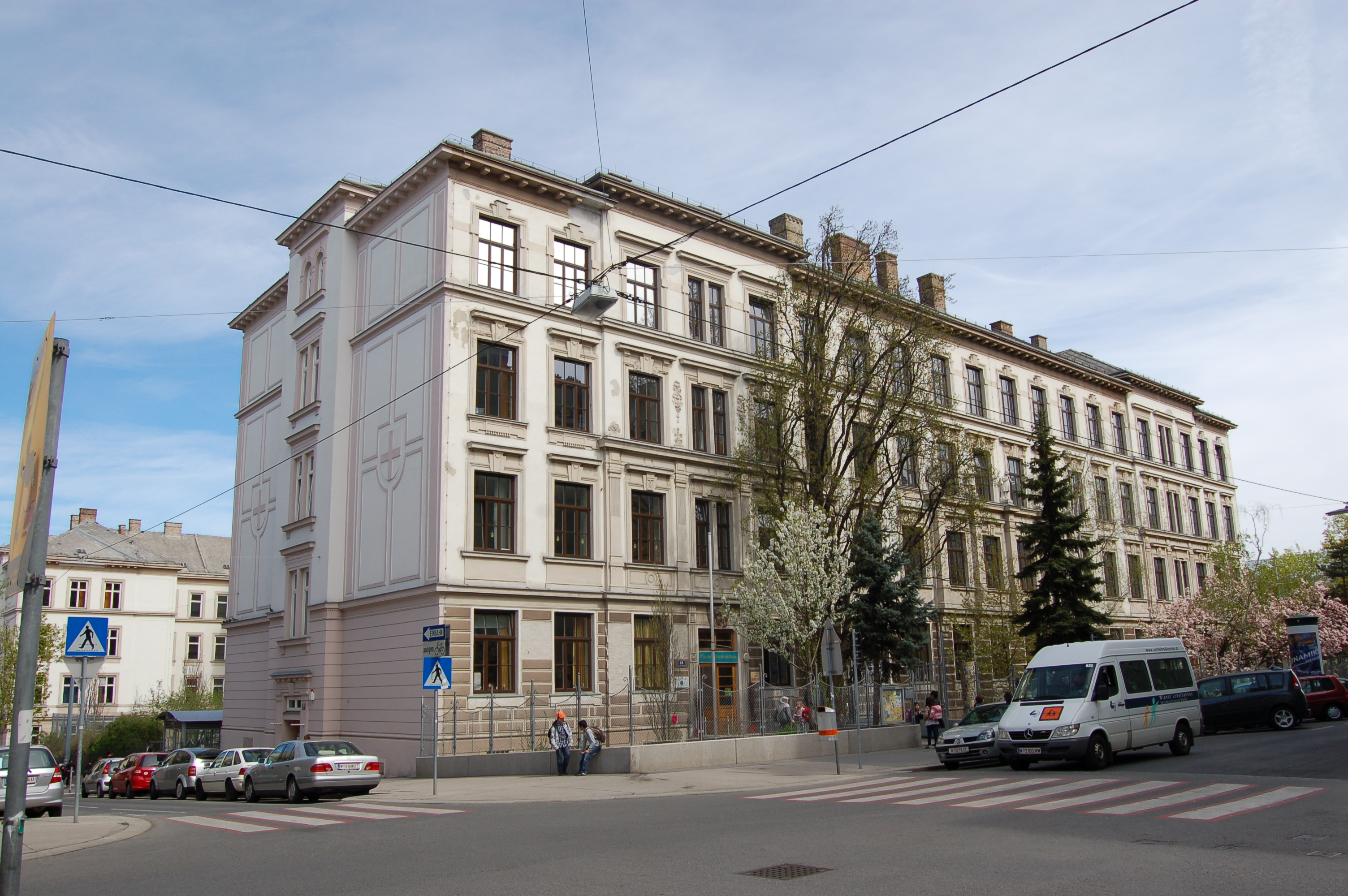
Marie-Jahoda-Schule

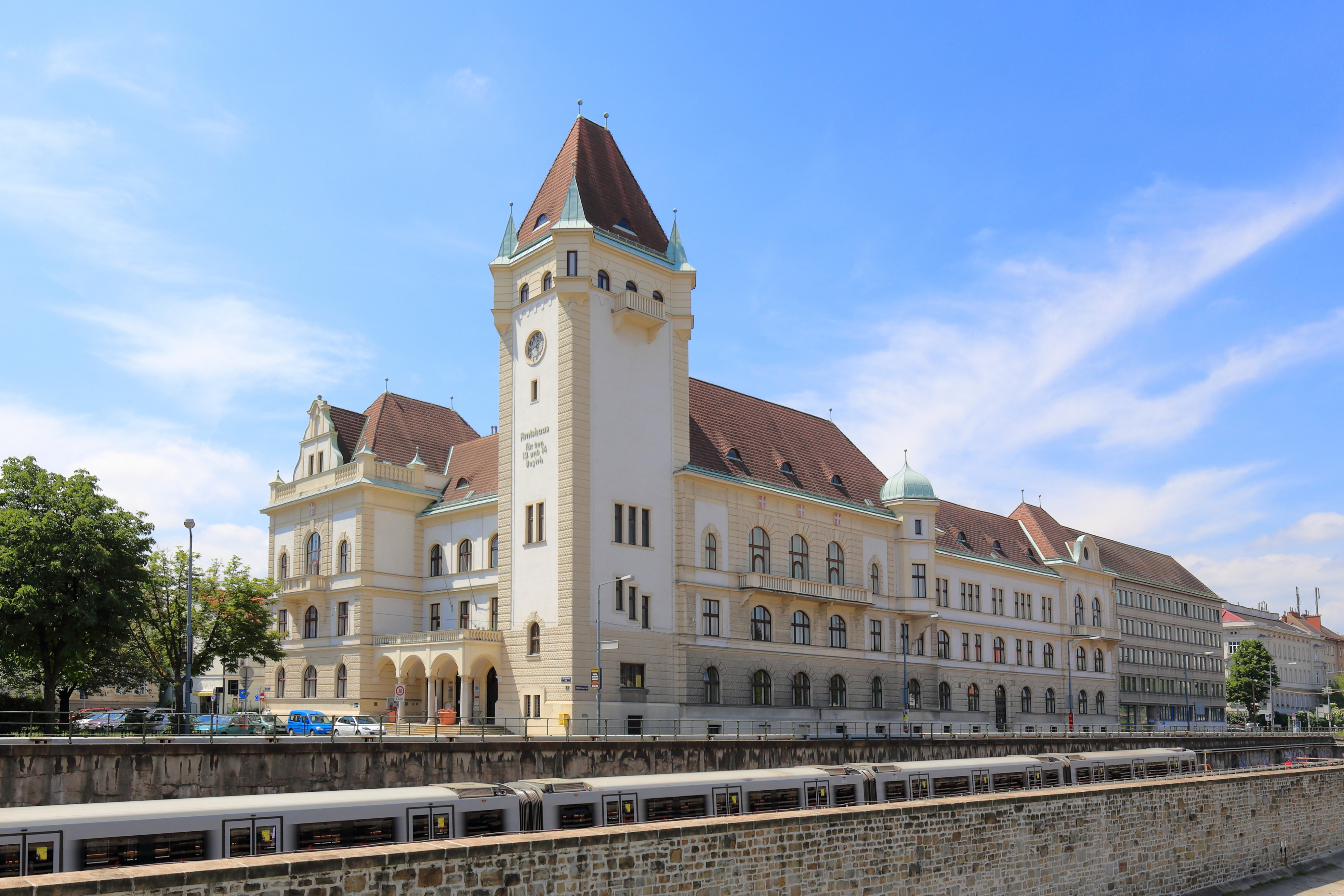
Amtshaus für den 13. und 14. Bezirk

- 1909–1912: Alt-Ottakringer Pfarrkirche (Entwurf durch Rudolf Wiszkoczil)
- 1912: Pfarrhof der Allerheiligenkirche in Zwischenbrücken
- 1912–1913: Amthaus für den 13. und 14. Bezirk (Entwurf durch das Stadtbauamt)[2]
- 1913–1914: Volksschule Rzehakgasse 7–9, Wien 11[1]